# Strømsgodset Idrettsforening 2010
Questa voce raccoglie le informazioni riguardanti lo Strømsgodset Idrettsforening nelle competizioni ufficiali della stagione 2010.

## Stagione
Lo Strømsgodset raggiunse il 7º posto finale in graduatoria, nella Tippeligaen 2010, posizionandosi quindi in una tranquilla posizione di metà classifica. Vinse l'edizione stagionale della Norgesmesterskapet, imponendosi per 2-0 nella finale contro il Follo. L'ultimo trofeo della storia del club era datato 1991.

## Maglie e sponsor
La prima divisa prevede i classici colori sociali, con una maglia blu e una striscia centrale bianca, con i pantaloncini e i calzettoni bianchi. La divisa da trasferta è, invece, completamente nera.
| Casa | Trasferta |

## Risultati

### Tippeligaen

#### Girone di andata
| Arbitro: | Sælen (Bergen) |

|                            |           |  |
| Pedersen 8’ Nordkvelle 74’ | Marcatori |  |

| Arbitro: | Hafsås |

|                      |           |                         |
| Sørum 38’ Nilsen 83’ | Marcatori | 58’ Berget 60’ Storflor |

| Arbitro: | Hagen (Grue) |

|                                 |           |               |
| Berget 56’ Steenslid 70’ (aut.) | Marcatori | 42’ Ingelsten |

| Arbitro: | Hauge (Bergen) |

|                            |           |  |
| Olsen 45’ Iversen 77’, 90’ | Marcatori |  |

| Arbitro: | Hafsås |

|                                        |           |                      |
| Pedersen 22’, 71’ Sætra 45’ Berget 69’ | Marcatori | 45’ Nystuen 87’ Mane |

| Arbitro: | Hafsås |

|                                    |           |                         |
| Moström 50’, 85’ Hoseth 71’ (rig.) | Marcatori | 64’ Berget 73’ Pedersen |

| Arbitro: | Hauge (Bergen) |

|                                       |           |             |
| Andersen 5’ Nordkvelle 62’ Kamara 66’ | Marcatori | 55’ Kleiven |

| Arbitro: | Olsen (Kristiansand) |

|                                   |           |  |
| Moen 13’, 87’ Guastavino 45’, 71’ | Marcatori |  |

| Arbitro: | Moen (Haugesund) |

|              |           |  |
| Pedersen 39’ | Marcatori |  |

| Arbitro: | Sælen (Bergen) |

|  |           |                                               |
|  | Marcatori | 19’ Gulsvik 34’ Fevang 38’ Storbæk 76’ Brenne |

| Arbitro: | Hauge (Bergen) |

|                                          |           |                    |
| Pedersen 12’ Igiebor 19’ Sigurðarson 71’ | Marcatori | 80’ (aut.) Eriksen |

| Arbitro: | Hagen (Grue) |

|              |           |                            |
| Pedersen 17’ | Marcatori | 5’, 44’ Andersson 75’ Hoff |

| Arbitro: | Berntsen (Vang) |

|                                         |           |            |
| Riddez 6’ (aut.) Mathisen 45’ Aarøy 73’ | Marcatori | 22’ Sankoh |

| Arbitro: | Staberg |

|                           |           |                      |
| Storflor 10’ Andersen 40’ | Marcatori | 28’ (rig.) Rushfeldt |

| Arbitro: | Berntsen (Vang) |

|           |           |           |
| Angan 65’ | Marcatori | 13’ Keita |

#### Girone di ritorno
| Arbitro: | Johnsen |

|  |           |                  |
|  | Marcatori | 29’, 55’ Rnkovic |

| Arbitro: | Hagen (Grue) |

|                           |           |           |
| Andersen 59’ Pedersen 62’ | Marcatori | 72’ Ørsal |

| Arbitro: | Berntsen (Vang) |

|                       |           |  |
| Storbæk 42’ Berge 78’ | Marcatori |  |

| Arbitro: | Skjerven (Kaupanger) |

|                                           |           |            |
| Storflor 39’ Vilsvik 68’ (rig.) Sætra 82’ | Marcatori | 79’ Larsen |

| Arbitro: | Staberg |

|               |           |                     |
| Tømmernes 89’ | Marcatori | 34’ Sætra 52’ Keita |

| Arbitro: | Berntsen (Vang) |

|                |           |                |
| Nordkvelle 70’ | Marcatori | 35’ Guastavino |

| Arbitro: | Sælen (Bergen) |

|  |           |                                     |
|  | Marcatori | 30’ Aunan 51’ Nordkvelle 88’ Kamara |

| Arbitro: | Hauge (Bergen) |

|           |           |                               |
| Keita 35’ | Marcatori | 16’ Holm 32’ Thioune 61’ Fall |

| Arbitro: | Døvle |

|                               |           |                |
| Årst 9’, 57’, 70’ Goodson 53’ | Marcatori | 4’, 90’ Kamara |

| Arbitro: | Øvrebø (Oslo) |

|            |           |            |
| Kamara 77’ | Marcatori | 31’ Strand |

| Arbitro: | Sandmoen |

|                            |           |              |
| Fillo 35’, 83’ Nevland 45’ | Marcatori | 23’ Storflor |

| Arbitro: | Moen (Haugesund) |

|                                         |           |              |
| Shelton 27’, 53’ Sæternes 35’ Singh 68’ | Marcatori | 81’ Storflor |

| Arbitro: | Hauge (Bergen) |

|                                             |           |            |
| Jóhannsson 26’ Johansen 49’, 52’ Kamara 81’ | Marcatori | 61’ Jensen |

| Arbitro: | Johnsen |

|                    |           |                      |
| Rushfeldt 16’, 53’ | Marcatori | 72’ (aut.) Rushfeldt |

| Arbitro: | Berntsen (Vang) |

|                                                           |           |                                   |
| Berget 12’, 19’ Kamara 53’ Vilsvik 66’ (rig.) Rnkovic 70’ | Marcatori | 22’ Omoijuanfo 38’, 78’, 87’ Ujah |

### Coppa di Norvegia
| Arbitro: | Lillebuen |

|          |           |                                                            |
| Aass 87’ | Marcatori | 19’ Keita 24’ Pedersen 26’, 39’ Johansen 87’ (rig.) Larsen |

| Arbitro: | Rafiq |

|  |           |            |
|  | Marcatori | 68’ Berget |

| Oslo 9 giugno 2010, ore 18:00 Terzo turno                                                       | Lyn Oslo  | 2 – 4 referto                            | Strømsgodset | Bislett Stadion |
| \| \| \| \| \| Sadeh 64’ Ihugba 90’ \| Marcatori \| 7’ Pedersen 11’, 32’ Sankoh 74’ Johansen \| |           |                                          |              |                 |
|                                                                                                 |           |                                          |              |                 |
| Sadeh 64’ Ihugba 90’                                                                            | Marcatori | 7’ Pedersen 11’, 32’ Sankoh 74’ Johansen |              |                 |

| Arbitro: | Staberg |

|                              |           |  |
| Rnkovic 9’ Pedersen 41’, 71’ | Marcatori |  |

| Arbitro: | Edvartsen (Hamar) |

|        |           |                          |
| Aas 4’ | Marcatori | 45’ Keita 73’ Nordkvelle |

| Arbitro: | Moen (Haugesund) |

|                           |           |  |
| Morrison 100’ Kamara 119’ | Marcatori |  |

| Arbitro: | Hagen (Grue) |

|  |           |                         |
|  | Marcatori | 30’ Kamara 42’ Andersen |

## Statistiche

### Statistiche di squadra
| Competizione      | Punti | In casa | In casa | In casa | In casa | In casa | In casa | In trasferta | In trasferta | In trasferta | In trasferta | In trasferta | In trasferta | Totale | Totale | Totale | Totale | Totale | Totale | DR  |
| Competizione      | Punti | G       | V       | N       | P       | Gf      | Gs      | G            | V            | N            | P            | Gf           | Gs           | G      | V      | N      | P      | Gf     | Gs     | DR  |
| ----------------- | ----- | ------- | ------- | ------- | ------- | ------- | ------- | ------------ | ------------ | ------------ | ------------ | ------------ | ------------ | ------ | ------ | ------ | ------ | ------ | ------ | --- |
| Tippeligaen       | 43    | 15      | 10      | 2       | 3       | 32      | 24      | 15           | 3            | 2            | 10           | 19           | 35           | 30     | 13     | 4      | 13     | 51     | 59     | -8  |
| Coppa di Norvegia | -     | 2       | 2       | 0       | 0       | 5       | 0       | 5            | 5            | 0            | 0            | 14           | 4            | 7      | 7      | 0      | 0      | 19     | 4      | +15 |
| Totale            | -     | 17      | 12      | 2       | 3       | 37      | 24      | 20           | 8            | 2            | 10           | 33           | 39           | 37     | 20     | 4      | 13     | 70     | 63     | +7  |